# Мвалвені
Мвалве́ні (англ. Mwalweni) — традиційна громада у складі дистрикту Румфі Північного регіону Малаві.
Населення — 27976 осіб (2018).